# Serhij Tihipko
Serhij Leonidowytsch Tihipko (ukrainisch Сергій Леонідович Тігіпко, russisch Сергей Леонидович Тигипко; * 13. Februar 1960 in Drăgăneşti bei Belzy, Moldawische SSR, Sowjetunion) ist ein ukrainischer Unternehmer und Politiker. Von März 2010 bis Dezember 2012 war er stellvertretender Ministerpräsident der Ukraine im Kabinett Asarow I. Er gehörte von März 2010 bis April 2014 der Partei der Regionen an.

## Leben
Tihipko schloss am metallurgischen Institut in Dnipropetrowsk 1982 ein Hochschulstudium zum metallurgischen Ingenieur ab und erlangte den Grad eines Doktors für Ökonomie. Er diente dann von 1982 bis 1984 in den Panzertruppen der Roten Armee. Von 1984 an arbeitete er in der Leitung einer Sekundarschule in Dnipropetrowsk. 1989 wurde er erster Sekretär des Regionalkomitees des Komsomol und 1991 stellvertretender Vorsitzender des Vorstandes der Dnipro Commercial Bank und wurde 1992 Vorstandsvorsitzender der PrivatBank.
1994 bis 1997 beriet Tihipko den ukrainischen Präsidenten Leonid Kutschma in Währungsfragen und wurde 1997 Vizepremierminister für Wirtschaft. 1997 bis 2001 war er stellvertretender Vorsitzender der staatlichen Kommission für Verwaltungsreformen. 1999 wurde er zusätzlich Wirtschaftsminister und 2000 Parlamentsabgeordneter. Von 2002 bis 2004 war er Präsident der Nationalbank der Ukraine. Ab 2005 wurde er Vorstandsvorsitzender der Finanzgruppe TAS und 2007 Vorstandsvorsitzender der LLC Svedbank. 2008 wurde er Berater der Premierministerin. Am 16. Juni 2009 trat er von allen Posten in der Wirtschaft zurück, um sich auf die Politik zu konzentrieren. Sein Vermögen wird auf 369 Millionen US-Dollar geschätzt. Somit gehört er zu den reichsten Ukrainern.

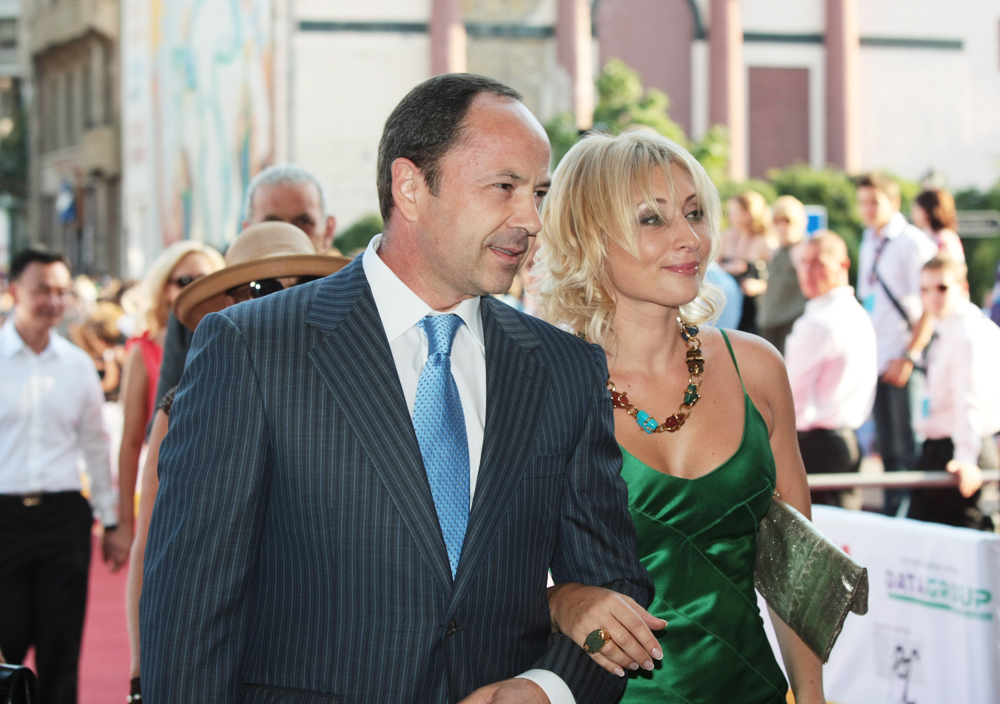
Sergei Tigipko mit seiner Ehefrau Viktoriya (2010)

Als Vorsitzender der Partei „Starke Ukraine“ trat Tihipko bei den Präsidentschaftswahlen in der Ukraine 2010 ab und belegte mit 13,05 % der abgegebenen Stimmen den dritten Platz hinter Wiktor Janukowytsch und Julija Tymoschenko. Er vertrat im Wahlkampf 2010 die Position, dass zwar langfristig die Integration der Ukraine in Europa anzustreben sei, es aber für eine Mitgliedschaft in der Europäischen Union und der NATO noch zu früh sei. Wichtig sei es, die Beziehungen zu Russland zu verbessern und bei einem entsprechenden Angebot den Hafen Sewastopols weiterhin an die russische Schwarzmeerflotte zu verpachten. Allerdings plädierte er auch für eine Änderung der Gasverträge mit Russland. Er trat für eine Steueramnestie ein, um die Schattenwirtschaft zu verringern und das ukrainische Steuersystem zu stabilisieren. Im Streit, ob Russisch Amtssprache werden solle, sprach er sich nicht für die Anerkennung des Russischen als Amtssprache aus. Er gab aber – im Gegensatz etwa zu Julija Tymoschenko – Interviews in Ukrainisch und Russisch.

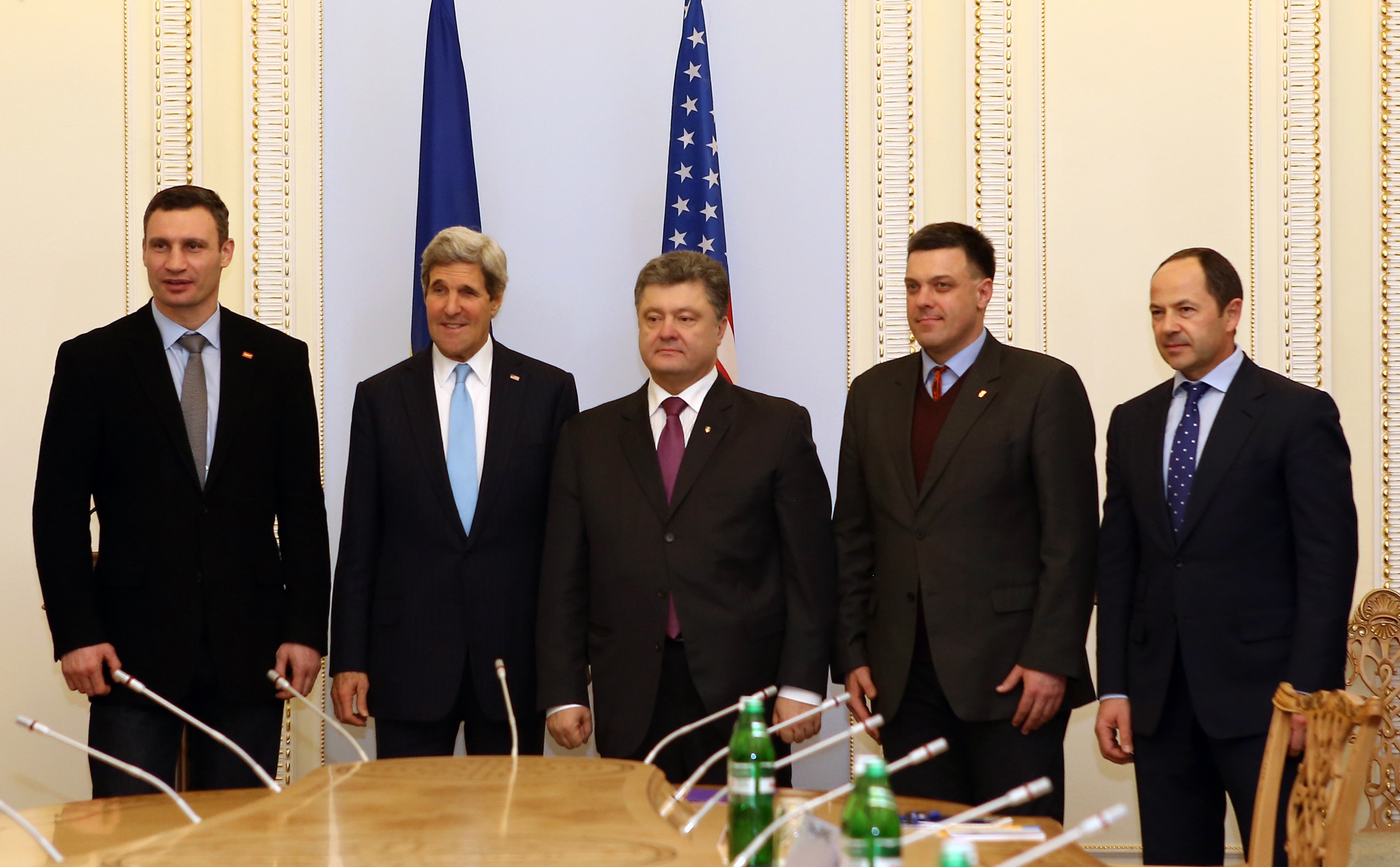
Vitali Klitschko, John Kerry, Petro Poroschenko, Oleh Tjahnybok und Serhij Tihipko, v. l. n. r. in der Werchowna Rada (März 2014)

Nach den Präsidentschaftswahlen, die von Wiktor Janukowytsch gewonnen wurden, machte ihn dieser im März 2010 zum Vizepremierminister im Kabinett Asarow.
Nach dem Zusammenschluss der Partei „Starke Ukraine“ mit der Partei der Regionen im März 2012 war Tihipko zweiter Vorsitzender der Partei der Regionen.
Bei der Präsidentschaftswahl in der Ukraine 2014 trat er als unabhängiger Kandidat an und erreichte 5,23 % der Stimmen. Seine Partei hatte demgegenüber per Parteitagsbeschluss Mychajlo Dobkin zu ihrem offiziellen Kandidaten erklärt. Nachdem Tihipko dennoch seine Kandidatur nicht zurückgezogen hatte, wurde er am 7. April 2014 aus der Partei der Regionen ausgeschlossen. Tihipko reaktivierte daraufhin „Starke Ukraine“. Bei der Parlamentswahl in der Ukraine 2014 erreichte die Partei 3,11 % der Stimmen.

## Privates
Tigipko ist verheiratet mit der Unternehmerin Viktoriya Tigipko (* 1973). Das Paar hat drei gemeinsame Kinder.